# Merise
Cet article concerne un fruit. Pour la méthode en informatique, voir Merise (informatique).

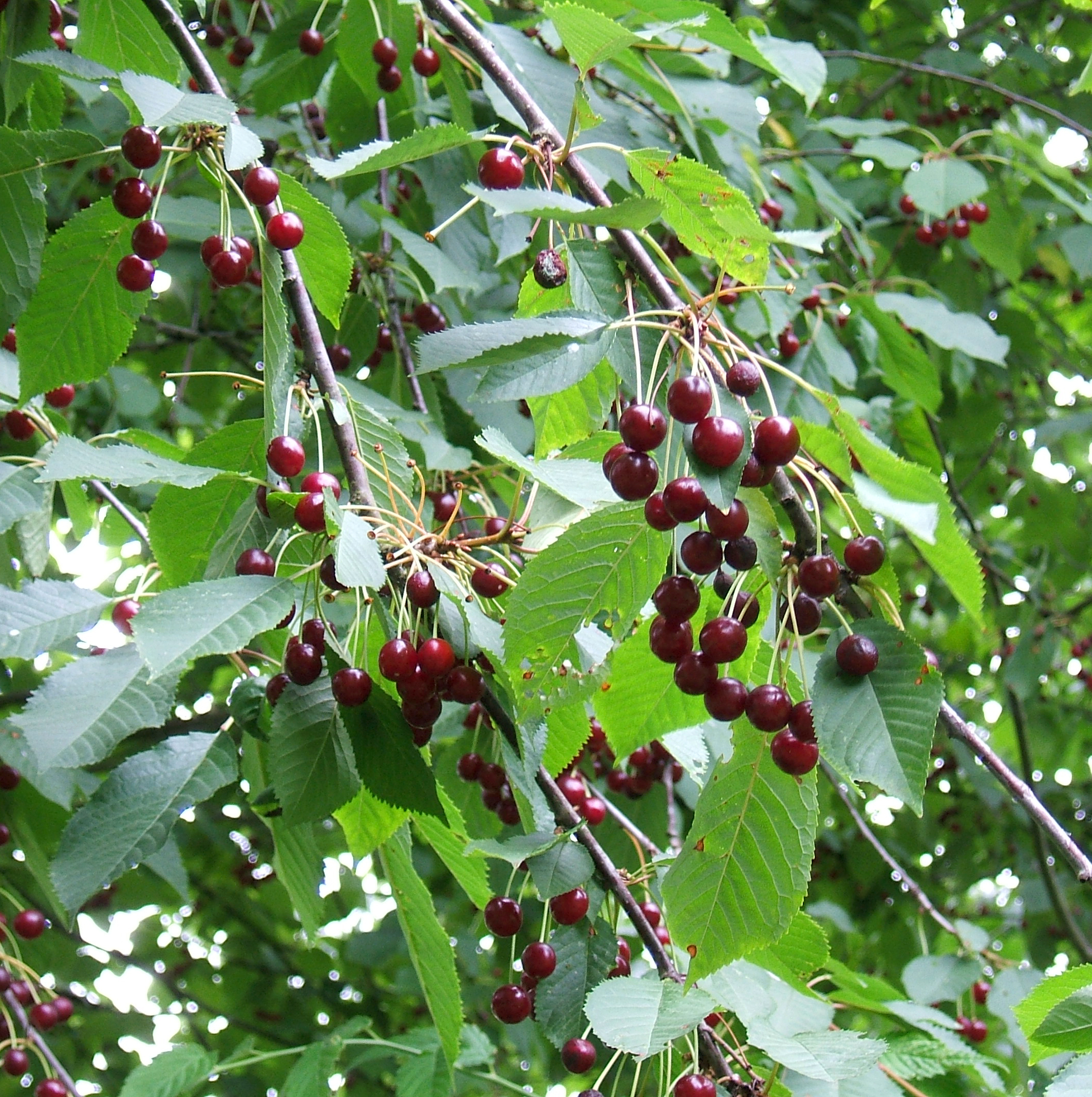
Quelques merises.

La merise est le fruit du merisier (en latin Prunus avium). Plus petit qu'une cerise, ce fruit charnu, rouge foncé ou noir, a une chair ferme et très savoureuse mais peu sucrée. C'est la cerise que l'on dit « douce ».

## Variétés
| Quelques variétés de Prunus avium          |                  |                                                                           |                          |
| Variété                                    | Grosseur         | Couleur, qualité gustative                                                | Récolte                  |
| BIGARREAU chair ferme, sucrée              |                  |                                                                           |                          |
| Burlat hâtif                               | assez grosse     | rouge foncé, juteuse, très bonne                                          | mi-juin - juillet        |
| Cœur de pigeon Gros Cœuret                 | très grosse      | rouge clair, chair jaune, ferme, sucrée                                   | fin juin                 |
| Cœur de bœuf Reverchon                     | moyenne à grosse | rouge vif, cordiforme, chair blanchâtre ou rose, croquante et très sucrée | fin juin - début juillet |
| Hedelfingen (Géant)                        | grosse           | rouge foncé presque noir, conique, chair croquante, juteuse               | fin juin - début juillet |
| Van                                        | grosse           | pourpre intense, chair ferme, sucrée                                      | début juillet            |
| Napoléon                                   | moyenne          | rose, crème, chair jaunâtre, juteuse, sucrée                              | juillet                  |
| Anglaise hâtive Royale hâtive              |                  | rouge vif, chair clair                                                    | fin mai - début juin     |
| GUIGNIER, chair molle, légèrement acidulée |                  |                                                                           |                          |
| Amonay                                     | grosse           | rouge foncé, tendre, très sucrée                                          | fin juin                 |
| Précoce de Rivers Early Rivers             | grosse           | rouge vif, très juteuse et sucrée                                         | fin mai - début juin     |
| Amourette                                  | petite           | noir, chair très foncée, douce, juteuse                                   | fin juin                 |

## Production
Le merisier pousse à l'état sauvage, dans les forêts et les bois.

## Utilisation
Les merises sont utilisées pour élaborer le kirsch ainsi qu'un apéritif appelé guignolet.
Comme coulis pour les gâteaux, la cerise-à-grappe ou merise offre une saveur très agréable et subtile. Vu qu'il est assez difficile de dénoyauter des fruits si petits, il est préférable de tout faire cuire puis de filtrer à l'aide d'un linge propre par torsion (essorage).